# Isaiah Ikey Owens
Isaiah Randolph „Ikey” Owens (ur. 1 grudnia 1975, zm. 14 października 2014 w Puebla) – amerykański keyboardzista. Muzyk zespołu The Mars Volta, współpracował także z wieloma grupami działających w Long Beach w Kalifornii.
Na początku swojej kariery grał w zespołach takich jak Sublime, Reel Big Fish, oraz Long Beach Dub Allstars, jednak w 1998 roku, na koncercie w kalifornijskim Irvine, spotkał Cedrica Bixlera-Zavalę i Omara Rodrígueza-Lópeza z zespołu At the Drive-In. Artyści wkrótce zaprosili go do swego zespołu De Facto, z którym wspólnie wyruszyli w trasę po Europie. Następnie został zaproszony do innego zespołu muzyków, The Mars Volta. Od roku 2002 Owens pisał i nagrywał materiał solo pod pseudonimem Free Moral Agents – wydawał EP-ki tylko w formie winyli w wydawnictwie Pete Records. 
Nagrał sesje dla wielu zespołów, np. dla Mastodona i dla poety Saula Williamsa. 

## Dyskografia

### Jako Free Moral Agents
- Everybody's Favorite Weapon - Free Moral Agents (2004)
- The Special 12 Singles Series - Free Moral Agents (2005 jako winyl 7”) (3 października 2006 do ściągnięcia z iTunes jako [Special Twelve Singles Series])
- Momma's Gun Club Vol. 1 - Free Moral Agents (album dostępny w 2006 roku do ściągnięcia ze strony AlphaPup) (od 27 lutego 2007 do ściągnięcia z iTunes)
- Looking For Lauryn Hill in Lakewood - Free Moral Agents (album dostępny w maju 2007 do ściągnięcia ze strony AlphaPup)
- The Honey in the Carcass of the Lion - Free Moral Agents (2008)

### Z Look Daggers
- That Look - EP (2006)
- The Patience - EP (2007)
- Suffer in Style - LP (2008)

### ZDe Facto
- How Do You Dub? You Fight For Dub, You Plug Dub In LP (1999/2001)
- 456132015 EP (2001)
- Megaton Shotblast LP (2001)
- Légende du Scorpion à Quatre Queues LP (2001)

### ZThe Mars Volta
- Tremulant - EP (2002)
- De-Loused in the Comatorium - LP (2003)
- Live EP - EP (2003)
- Frances the Mute - LP (2005)
- Scabdates - LP (2005)
- Amputechture - LP (2006)
- The Bedlam in Goliath - LP (2008)
- Octahedron – LP (2009)

### Gościnnie
- Turn the Radio Off – Reel Big Fish (1996)
- Forget the World – The Hippos (1997)
- Second-hand Smoke – Sublime (1997)
- „Audio Satellite” – Teen Heroes (1998)
- A Manual Dexterity: Soundtrack Volume 1 – Omar Rodríguez-López (2004)
- Saul Williams – Saul Williams (2004)
- Shifting Gears – Z-Trip (2005)
- Blood Mountain – Mastodon (2006)
- Revisions Revisions: The Remixes 2000-2005 – DJ Nobody (2006)
- Wednesday: Modern Folk and Blues – Bob Forrest (2006)
- Patent Pending – Heavens (2006)
- The Moreye – the Visionaries (2006)
- Flight of the Bass Delegate – The Jai-Alai Savant (2007)
- RoadKillOvercoat – Busdriver (2007)
- I'll Sleep When You're Dead – El-P (2007)
- The Inevitable Rise and Liberation of NiggyTardust! – Saul Williams (2007)
- Imaginary Foe – Reason To Rebel (2009)
- Ctrl Alt Delete – Free the Robots(2010)
- Cancer 4 Cure – El-P (2012)
- Jack White live in NY – Jack White (2012)
- Venus Breakdown EP – Milk+ (2012)
- „Creation's Finest” – Mother’s Cake (2012)
- Band on Wire – Milk+ (2013)
- Run The Jewels – Run The Jewels (2013)
- Rival Sons – Great Western Valkyrie (2014)
- Lazaretto – Jack White (2014)
- Srange Planes of Surveillance – Buzzmutt (2014)
- Once More ’Round the Sun – Mastodon (2014)
- Run The Jewels 2 – Run The Jewels (2014)
- Arañas en La Sombra – Omar Rodríguez-López (2016)

### Jako producent
- First You Live - Dusty Rhodes & The River Band (2007)
- „Horizons of Expectation EP” - Holophrase (2012)